# Parachemmis
Parachemmis är ett släkte av spindlar.
Parachemmis ingår i familjen flinkspindlar.
Kladogram enligt Catalogue of Life:
| Parachemmis | \| \| Parachemmis fuscus \| \| \| \| \| \| Parachemmis hassleri \| \| \| \| \| \| Parachemmis manauara \| \| \| \| |
|             | \| \| Parachemmis fuscus \| \| \| \| \| \| Parachemmis hassleri \| \| \| \| \| \| Parachemmis manauara \| \| \| \| |
|             | Parachemmis fuscus                                                                                                 |
|             | |
|             | Parachemmis hassleri                                                                                               |
|             | |
|             | Parachemmis manauara                                                                                               |
|             | |